# トゥーンカップ
トゥーンカップ（英：Toon Cup）は、カートゥーン ネットワーク制作で、2012年より配信・公開されているサッカーゲーム。